# Karl-Ziegler-Preis

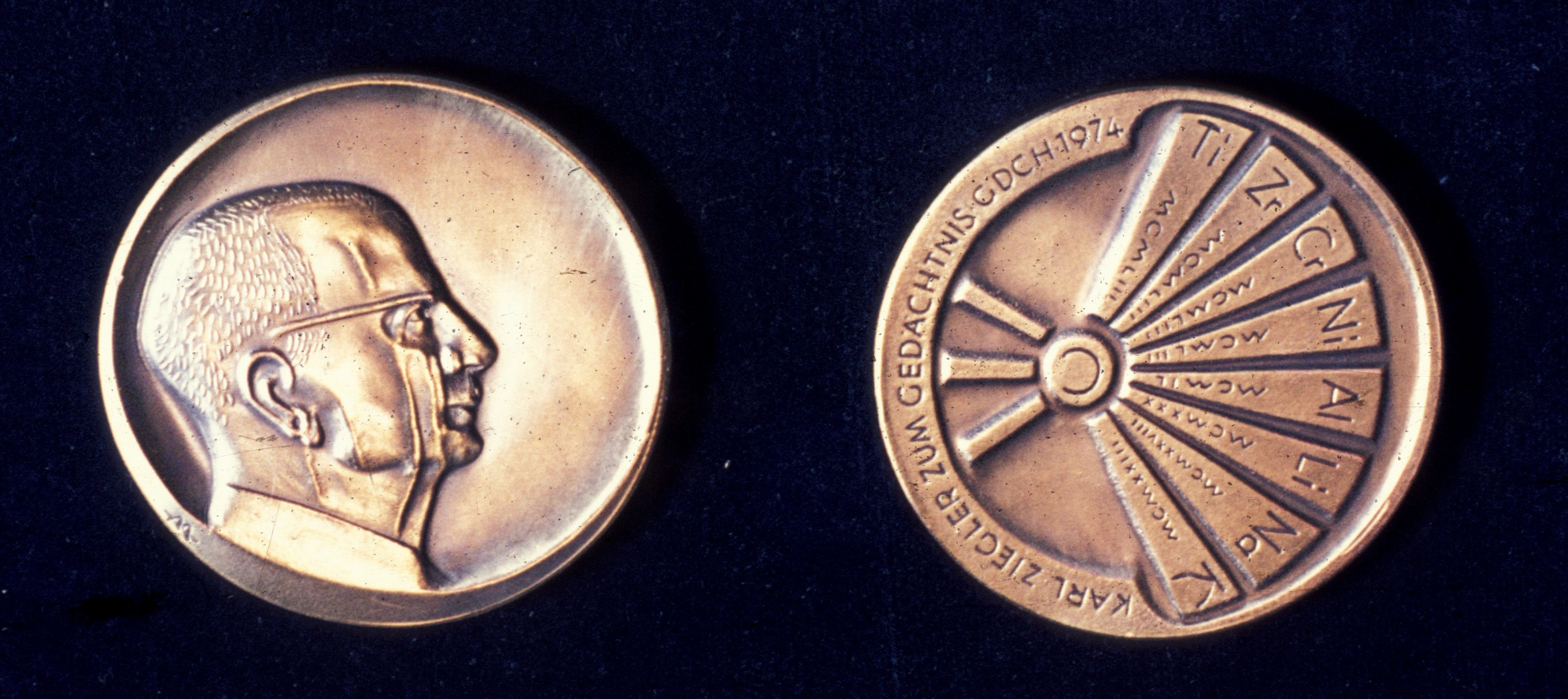
Karl-Ziegler-Preis

Der Karl-Ziegler-Preis ist ein deutscher Wissenschaftspreis. Er ist mit einem Preisgeld von 50.000 Euro (Stand 2011) und einer Medaille in Gold einer der am höchsten dotierten deutschen Auszeichnungen auf dem Gebiet der Chemie.
Die Preisträger sollen auf dem Gebiet der anorganischen wie organischen Chemie, der Katalyse oder der Polymerchemie tätig sein.
Die Karl-Ziegler-Stiftung wurde 1993 als unselbstständige Stiftung bei der Gesellschaft Deutscher Chemiker eingerichtet und 1998 anlässlich des 100. Geburtstages des Namensgebers durch die ersten Stiftungsaktivitäten publik gemacht. Stifterin ist die Tochter Karl Zieglers, Marianne Witte (1923–2012), die diese Stiftung zum Gedenken an ihren Vater, den Nobelpreisträger von 1963, Karl Ziegler (1898–1973), errichtete.
Davor wurde der Preis seit 1975 von der Gesellschaft Deutscher Chemiker in metallorganischer Chemie vergeben, gestiftet von den Firmen Hoechst AG und Hüls AG. Zuletzt wurde dieser Preis 1992 verliehen. Zum 100. Geburtstag von Karl Ziegler übernahm 1998 die Karl-Ziegler-Stiftung die Preisvergabe.

## Preisträger vor 1998
- 1975 Georg Wittig
- 1978 Günther Wilke
- 1982 Jürgen Smidt, Walter Hafner
- 1987 Dieter Seebach
- 1989 Jean-Marie Lehn
- 1992 Malcolm L. H. Green

## Preisträger der Karl-Ziegler-Stiftung
- 1998: Gerhard Ertl, Berlin
- 2000: Hans-Herbert Brintzinger, Konstanz
- 2003: Tobin Marks, Evanston, Ill./USA
- 2005: Manfred T. Reetz, Mülheim/Ruhr
- 2007: Martin Jansen, Stuttgart
- 2009: Paul Knochel, München
- 2011: Hans-Joachim Freund, Berlin
- 2013: Alois Fürstner, Mülheim/Ruhr
- 2015: Helmut Schwarz, Berlin
- 2017: Matthias Beller, Rostock
- 2019: Klaus Müllen, Mainz
- 2021: Evamarie Hey-Hawkins, Leipzig
- 2023: Tanja Weil, Mainz